# Alain Vidalies
Alain Vidalies, né le 17 mars 1951 à Grenade-sur-l'Adour (Landes), est un homme politique français.
Il a été député socialiste de la 1ère circonscription des Landes entre 1988 et 2017.
Il a été Ministre délégué chargé des relations avec le Parlement dans le gouvernement de Jean-Marc Ayrault, du 16 mai 2012 au 31 mars 2014, et secrétaire d'État chargé des Transports, de la Mer et de la Pêche dans les gouvernements Valls II et Cazeneuve du 26 août 2014 au 10 mai 2017.

## Biographie
Après des études de droit à Pau et Bordeaux, Alain Vidalies devient avocat, spécialisé dans le droit du travail. Son engagement politique remonte à ses années passées à la faculté de Pau, où il anime le collectif des étudiants socialistes.
Ses débuts dans la vie professionnelle coïncident avec ses premiers combats électoraux. Il est élu conseiller général en 1979, devient vice-président du conseil général à l'action sociale, puis député de la première circonscription des Landes en 1988. Il est également 1er adjoint au maire de Mont-de-Marsan pendant 13 ans.
À l'Assemblée nationale, vice-président de la commission des Lois, Alain Vidalies consacre son premier mandat de député à l'amélioration des conditions de travail des salariés.
Il est rapporteur de lois sociales importantes (loi sur la prévention des accidents du travail, loi limitant le recours à l'intérim et aux CDD, loi portant création du conseiller du salarié, loi sur la lutte contre le travail clandestin). Réélu en 1997, Alain Vidalies s'engage dans le débat sur les 35 heures. Il participe également à l'œuvre réformatrice de la gauche plurielle en matière de droit de la famille (droit du conjoint survivant, réforme de la prestation compensatoire).
Il est rapporteur de la mission sur l'esclavage moderne qui dénonce le scandale de l'exploitation et de la traite des êtres humains.
Réélu député en juin 2002 et 2007, il siège au Bureau National du Parti socialiste. Secrétaire national aux entreprises de 2005 à 2008, il devient secrétaire national au travail et à l'emploi lors du congrès de Reims, en novembre 2008.
Alain Vidalies est membre du collectif « Jamais sans mon département ».
Il est membre du groupe d'études sur le problème du Tibet de Assemblée nationale.
Le 17 juin 2012, il est réélu député de la 1re circonscription des Landes avec 59,12 % des voix exprimées.
Il devient ministre délégué chargé des relations avec le Parlement dans le gouvernement Jean-Marc Ayrault, du 16 mai 2012 au 31 mars 2014. Il a notamment eu à s'occuper et à représenter le Gouvernement lors des débats parlementaires sur la loi du "mariage pour tous" aux côtés de Christiane Taubira et Dominique Bertinotti. À la suite de l'affaire Cahuzac en 2013, il porte les différentes lois relatives à la transparence de la vie publique adoptées par le Parlement français afin de lutter contre les conflits d'intérêts et pour la transparence démocratique.
Le 26 août 2014, il est nommé secrétaire d'État chargé des Transports, de la Mer et de la Pêche au sein du gouvernement Valls II. Le 24 août 2015, à la suite de l'attentat du train Thalys le 21 août 2015, il se prononce en faveur du renforcement des contrôles aléatoires dans les gares « quitte à ce que cela engendre des discriminations ». En septembre 2015, il met en place avec Ségolène Royal, ministre de l'Écologie, et Emmanuel Macron, ministre de l'Économie, le plan de relance autoroutier (PRA) prévoyant la réalisation de 23 opérations, de 2015 à 2020, pour un montant de 3,6 milliards d'euros. Celui-ci consiste essentiellement en un allongement de la durée des concessions autoroutières en échange de travaux d'amélioration du réseau. Son but affiché est de relancer l’économie notamment dans le secteur du BTP. En septembre 2016, il annonce un second plan. Selon un référé de la Cour des comptes, publié en avril 2019, ce plan de relance autoroutier rapportera finalement aux concessionnaires autoroutiers cinq fois plus que leurs mises.

## Mandats
- 25 mars 1979 - 29 mars 1992 : conseiller général des Landes
- 14 mars 1983 - 12 mars 1989 : membre du conseil municipal de Saint-Pierre-du-Mont (Landes)
- 22 mars 1985 - 7 octobre 1988 : vice-président du conseil général des Landes
- 13 juin 1988 - 1er avril 1993 : député des Landes
- 7 octobre 1988 - 26 mars 1992 : vice-président du conseil général des Landes
- 17 mars 1989 - 5 juillet 2002 : adjoint au maire de Mont-de-Marsan (Landes)
- 1er juin 1997 - 18 juin 2002 : député des Landes
- 22 mars 1998 - 27 mars 2011 : conseiller général des Landes
- 18 juin 2002 - 21 juillet 2012 : député des Landes
- 17 mars 2008 - 30 mars 2014 : conseiller municipal de Laglorieuse et conseiller communautaire de Le Marsan Agglomération.
- 16 mai 2012 - 31 mars 2014 : ministre délégué chargé des relations avec le Parlement.
- 1er mai 2014 - 26 septembre 2014 : député des Landes
- 26 août 2014 - 10 mai 2017 : secrétaire d'État aux transports, à la mer et à la pêche

## Décorations
- Commandeur de l'ordre du Mérite maritime ex officio, en tant que ministre chargé des affaires maritimes[9]